# Dekanat Oświęcim
Dekanat Oświęcim – jeden z 23 dekanatów katolickich wchodzących w skład diecezji bielsko-żywieckiej, w którego skład wchodzi 7 parafii.

## Historia

Spis parafii w 1350 roku

Według spisu świętopietrza diecezji krakowskiej z 1326 na dekanat Oświęcim (decanatus de Oswencim) składały się następujące parafie: Oświęcim (Osvencim), Poręba Wielka (Paromba), Grojec (Grozecz), Osiek (Ossek), Witkowice (Mosgront/Witowicz), Kęty (Kant), Gilowice (Gigersdorf/Gerowicz), Miedźna (Medzwna/Cuncendorf), Komorowice (villa Bertholdi), Bestwina (Bestwina), Dankowice (Damcowicz), Pisarzowice (Villascriptoris), Stara Wieś (Antiquo Willamowicz), Jawiszowice (Janissowicz), Lędziny (Lensin), Trzebinia (Trebina), Chrzanów (Crenovia), Brzeźce (Breze), Wisła Mała (Visla), Pszczyna (Plessina), Ćwiklice (Czviclicz), Studzionka (Studna), Suszec (Susechz), Woszczyce (Woskic), (Stary) Żywiec (Zivicz), Wilamowice (Novovillamowicz), Lipnik (Lipnik), Kozy (Duabuscapris/Siffridivilla). W spisie z 1327 wzmiankowano parafię w Łękawicy (Luchowicz). 
W 1335 powstał dekanat nowogórski, który przejął parafie w Chrzanowie i Trzebini, a około 1350 wydzielony został dekanat pszczyński (obwód dekanalny: decanatus ruralis de Plessina), który przejął parafie w okolicy Pszczyny.
W 1335 w spisie świętopietrza pojawiła się parafia Rychwałdzie (Lichtinwalth, w latach 1346–1358 Lichtenwald). 
W kolejnych spisach świętopietrza z lat 1346–1358 występują nowe parafie w Lipowej (Lippowa), Cięcinie (Czencina) i Raczslawicz/Radslavicz/Raczslavicz (czyli parafia Radziechowy na rzecz której samodzielność straciły parafie Lipowa i Cięcina; w publikacjach czasem podaje się, że parafia powstała dopiero w 1390).
W 1373 wzmiankowano parafie w Łodygowicach (Villa Ludici) i Pietrzykowice (Villa Petri).
Dekanat opisany został przez Jana Długosza w Liber beneficiorum dioecesis Cracoviensis, w tym czasie dekanat przejął teren dawnego dekanatu Zator oraz parafię w Jaworznie. 
W przededniu podziału dekanatu Oświęcim dekretem biskupa Piotra Gembickiego z 21 października 1644 w jego skład wchodziło 36 parafii: Oświęcim, Włosienica, Poręba Wielka, Grojec, Jawiszowice, Osiek, Dankowice, Bielany, Wilamowice, Stara Wieś, Witkowice, Nidek, Kęty, Czaniec, Bulowice, Pisarzowice, Kozy, Bestwina, Berełtowice, Lipnik, Mikuszowice, Wilkowice, Komorowice, Łodygowice, Rychwałd, Ślemień, Jeleśnia, Łękawica, Łodygowice, Lipowa, Radziechowy, Cięcina, Milówka, Rajcza, Żywiec Stary, Żywiec.
W latach 1747–1749 dekanat obejmował 15 parafii. Ówczesną liczbę katolików szacuje się 20 128, żydów na 2462, protestantów na 358 (338 kalwinów i 20 luteran).

## Parafie
- Oświęcim: Parafia św. Józefa
- Oświęcim: Parafia św. Maksymiliana Męczennika
- Oświęcim: Parafia Miłosierdzia Bożego
- Oświęcim: Parafia NMP Wspomożenia Wiernych
- Oświęcim: Parafia Wniebowzięcia NMP
- Oświęcim (Brzezinka): Parafia Matki Bożej Królowej Polski
- Harmęże: Parafia Matki Bożej Niepokalanej